# Barton (Vermont)
Barton es un pueblo ubicado en el condado de Orleans en el estado estadounidense de Vermont. En el año 2010 tenía una población de 2,810 habitantes y una densidad poblacional de 24 personas por km².

## Geografía
Barton se encuentra ubicado en las coordenadas 44°45′49″N 72°11′12″O / 44.76361, -72.18667.

## Demografía
Según la Oficina del Censo en 2000 los ingresos medios por hogar en la localidad eran de $28,797 y los ingresos medios por familia eran $33,872. Los hombres tenían unos ingresos medios de $25,922 frente a los $20,938 para las mujeres. La renta per cápita para la localidad era de $14,636. Alrededor del 15.8% de la población estaban por debajo del umbral de pobreza.